# Bodnath
Bodnath (nep. Bauddhanāth बौद्धनाथ, skt. Bodnāth) – buddyjska świątynia w Katmandu (obok wioski Sankhu) w Nepalu.
Data jej wybudowania nie jest znana, jednak przypuszcza się, że może być współczesna cesarzowi Aśoce. Uważana jest za jedną z najważniejszych buddyjskich świątyń. Jest miejscem pielgrzymek buddystów, obecnie już z całego świata.
Centralna stupa znana jest powszechnie ze swych wszystkowidzących oczu namalowanych na jej czterech ścianach.
Przez Newarów nazywana jest Khāsti, co jest skrótem od Kāśyapa-caitya, gdyż uważano, że zawiera ona relikwie po buddzie Kāśyapie, poprzedniku Śakjamuniego.
Niedaleko od Bodnath znajduje się mniejsza stupa Cā.bāhi (zwana małą Bodnath), bardzo wiekowa, co jest potwierdzane przez niektóre znajdujące się w niej wyobrażenia jeszcze w stylu Guptów (Licchavī). Legendy związane z nią głoszą, iż została założona przez Cārumatī, córkę ces. Aśoki, z okazji wizyty ojca w tej dolinie. Cā jest newarskim odpowiednikiem Cārumatī, a bāhī jest dość dziwnym derywatem od vihāra – klasztor.

Bodnath
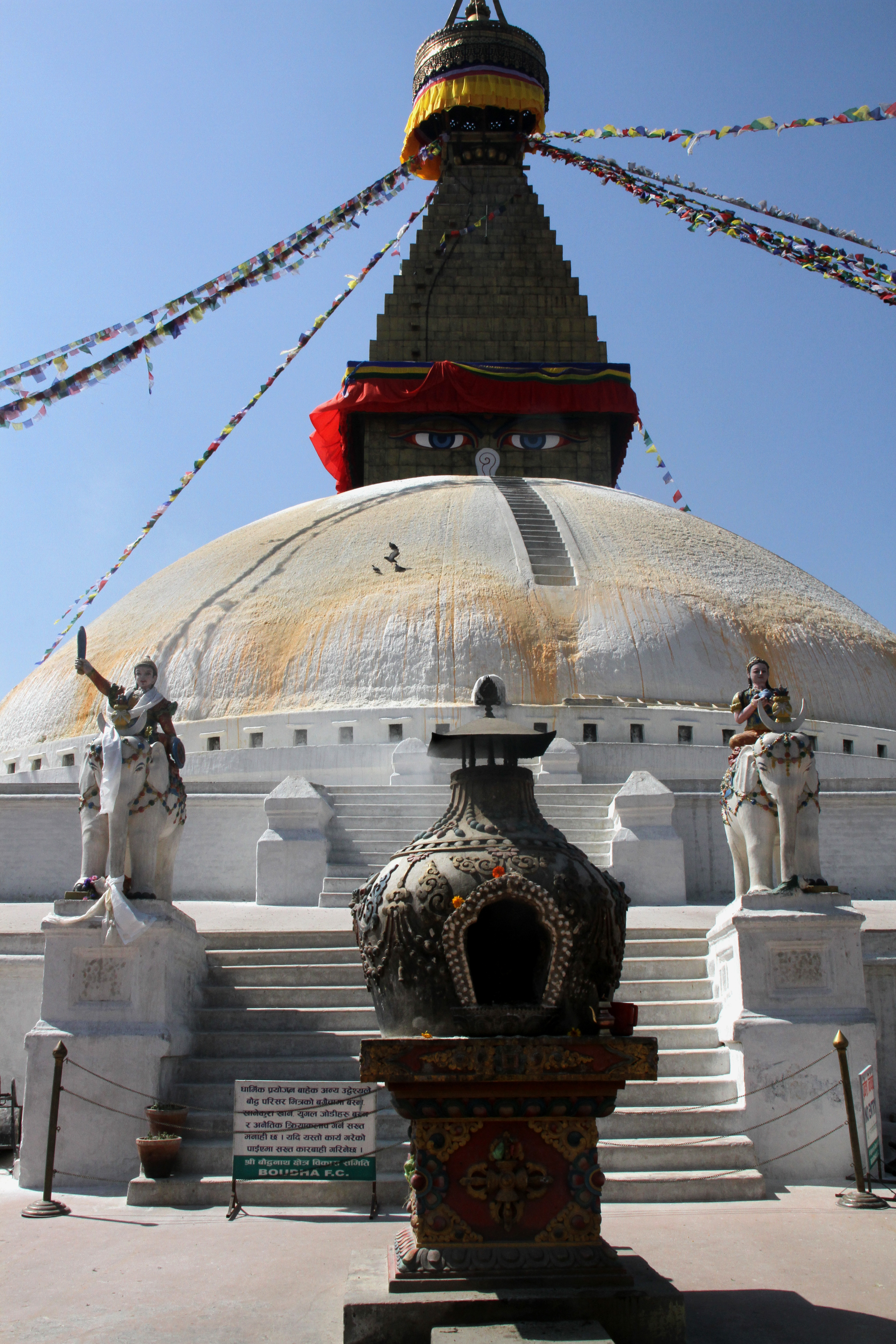
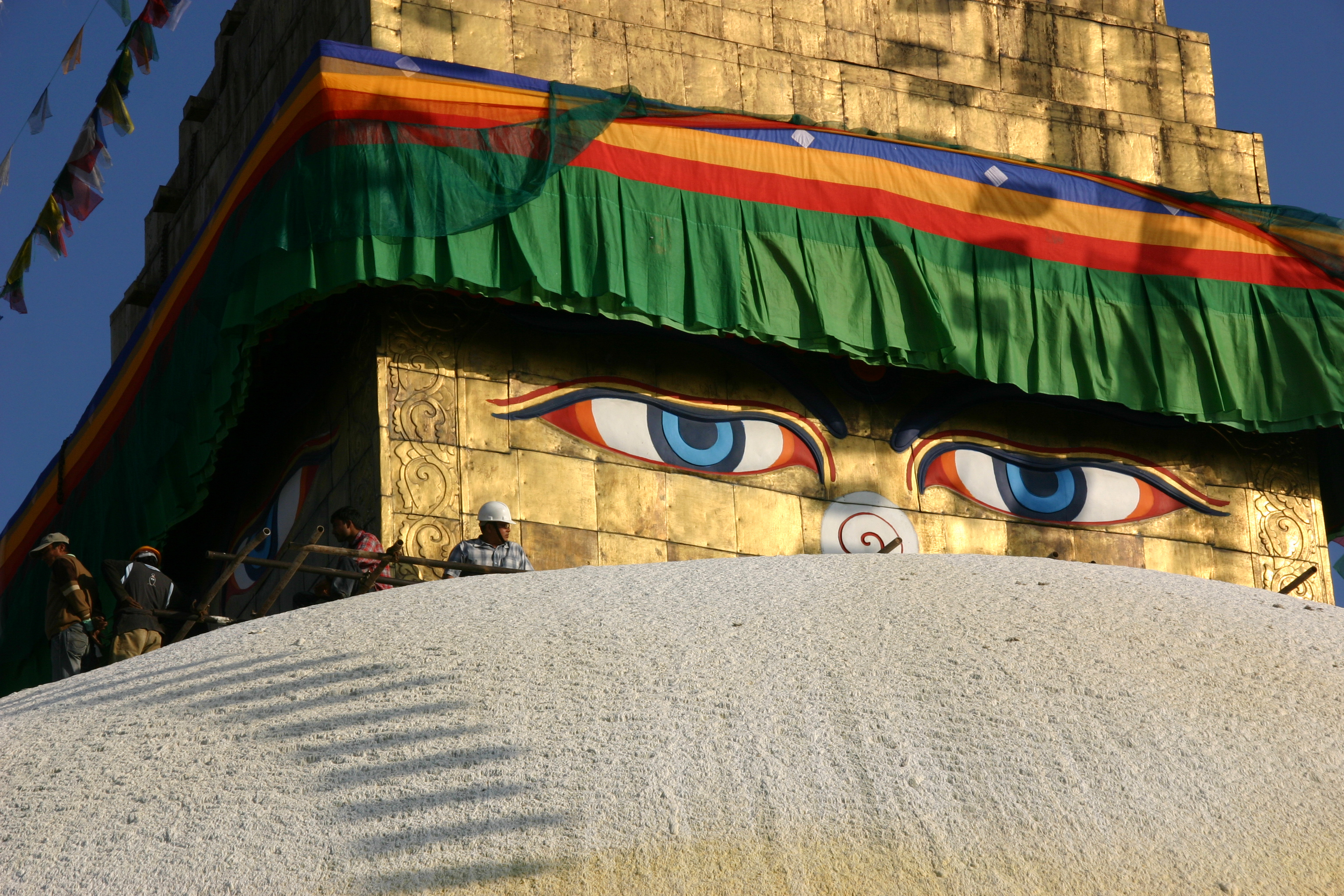
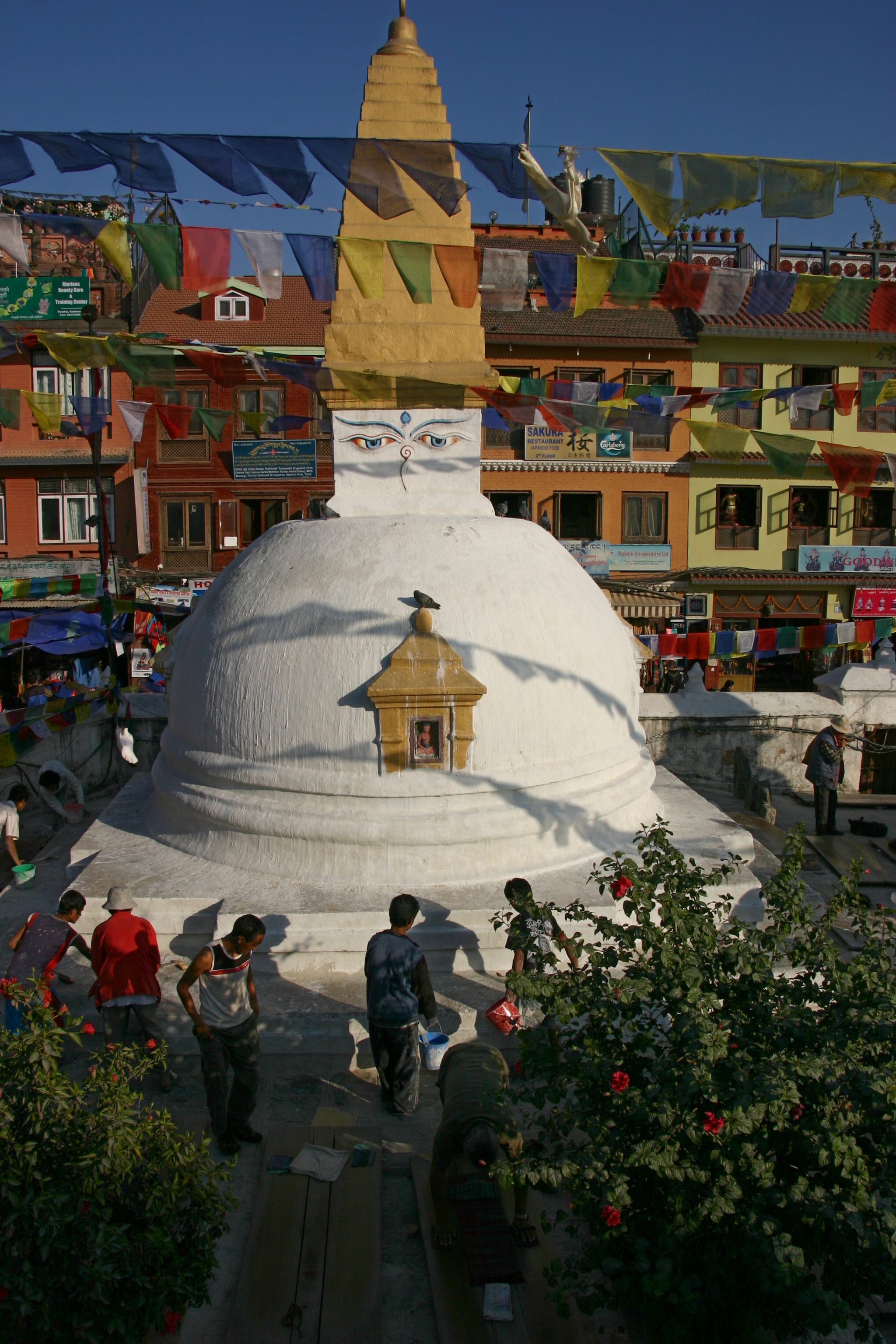
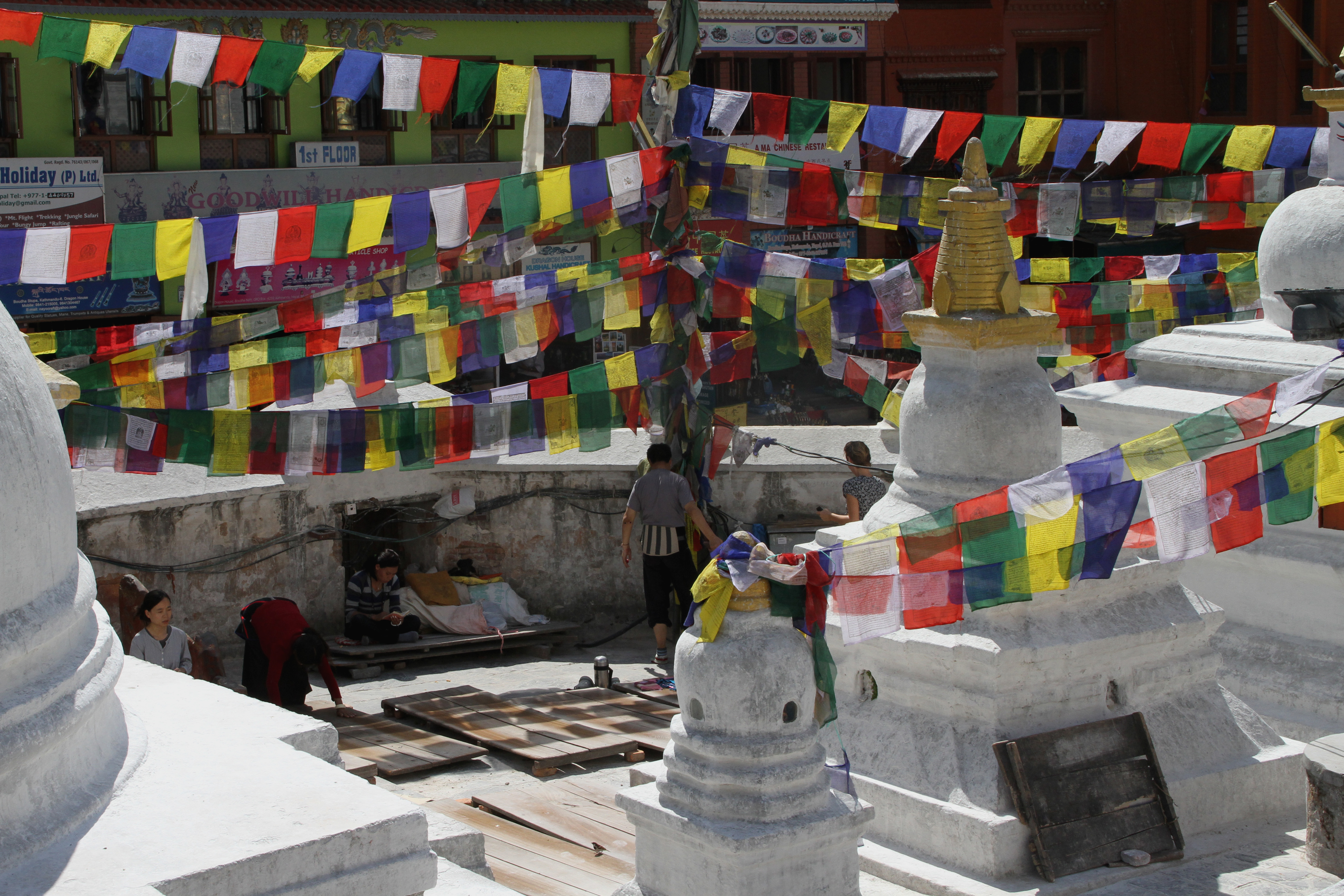
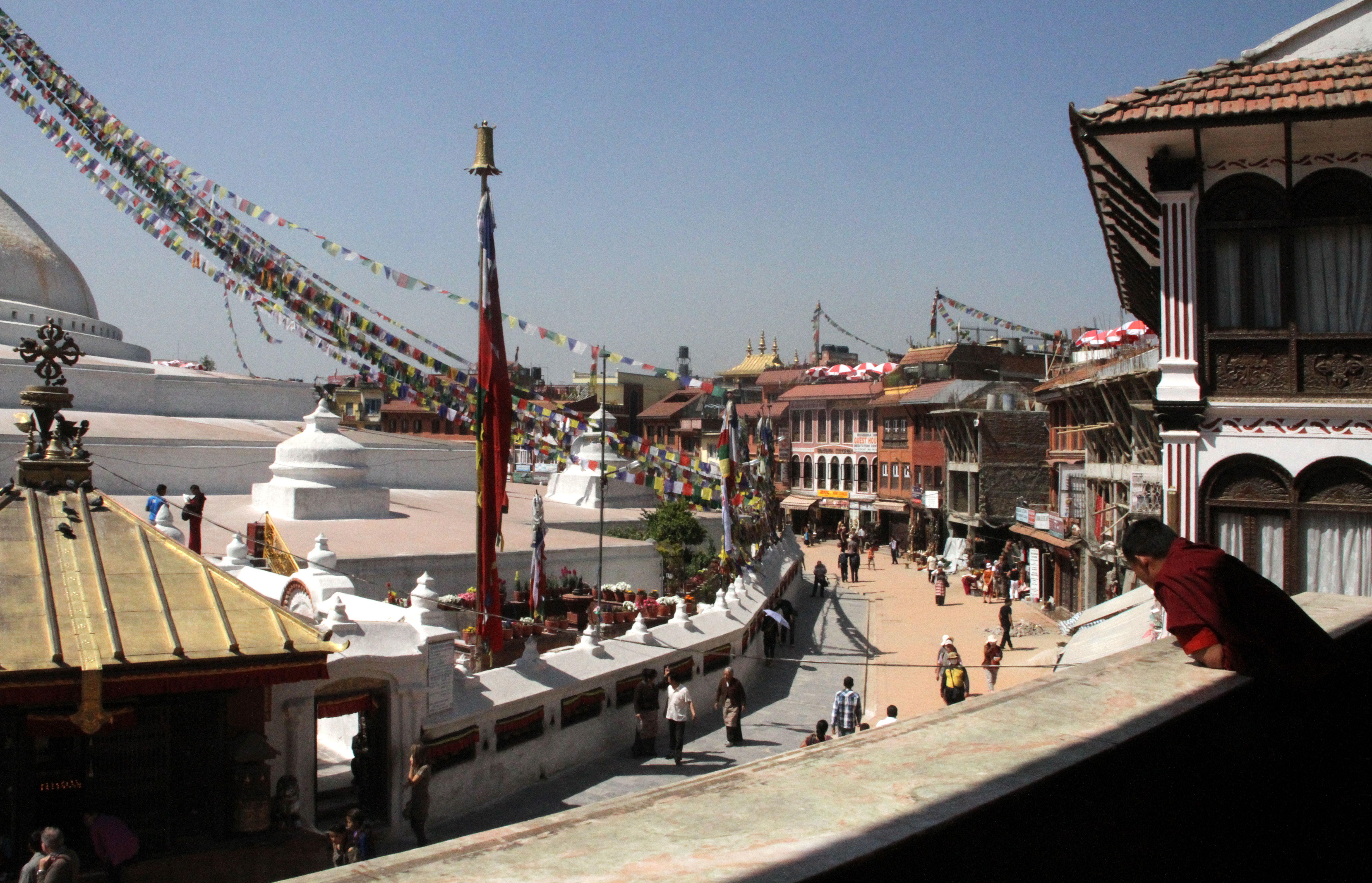
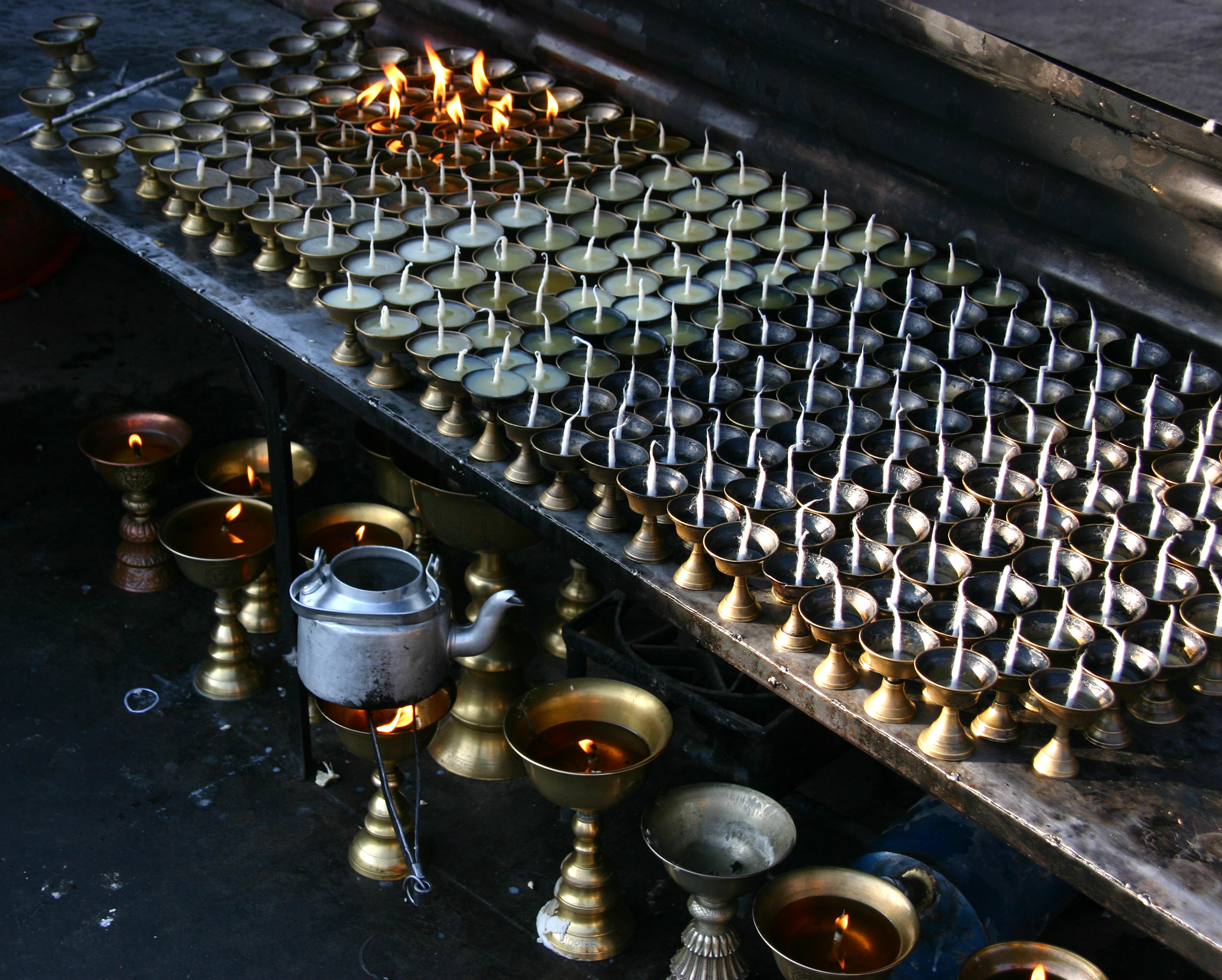
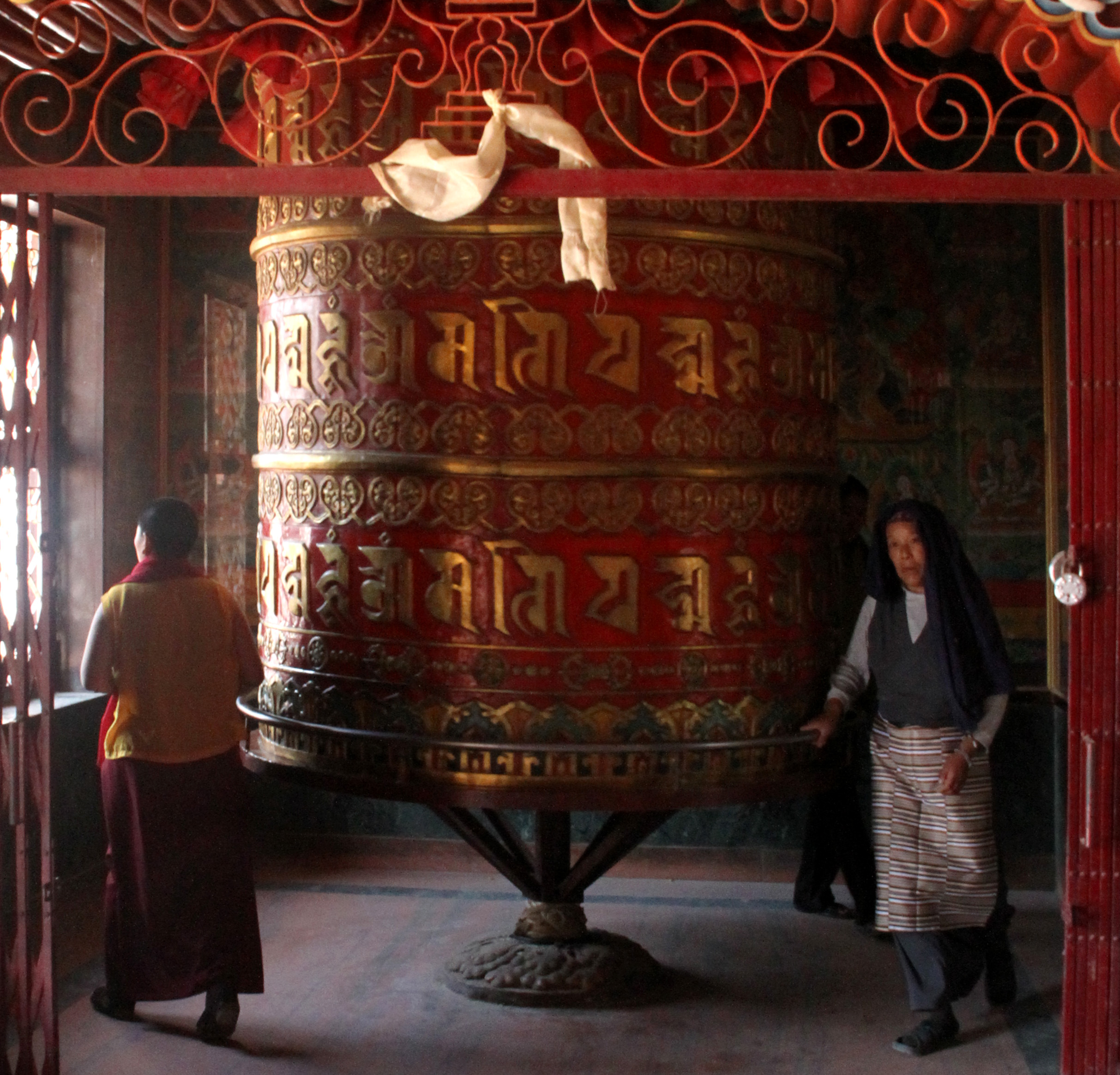
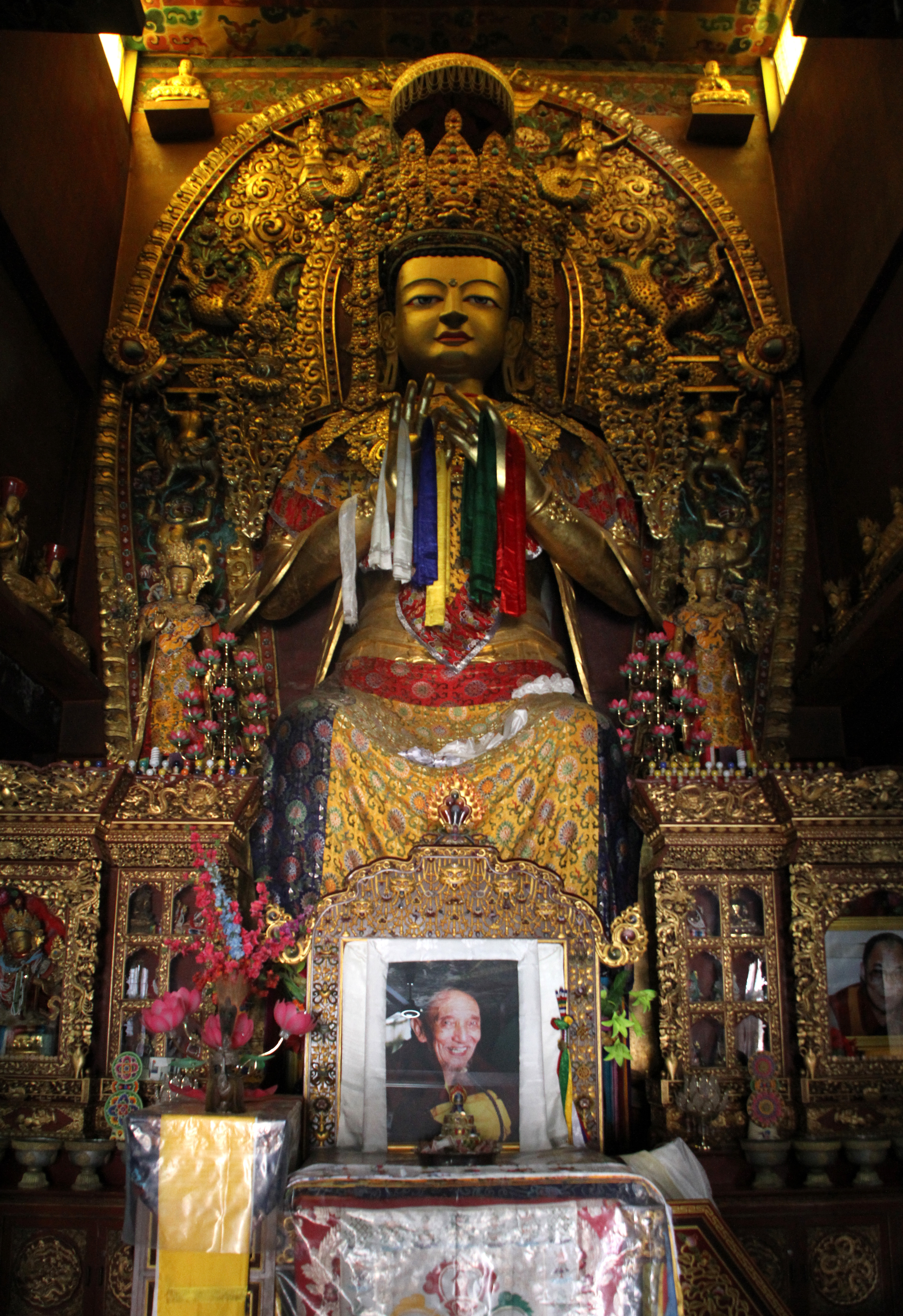